# Bridget Marquardt

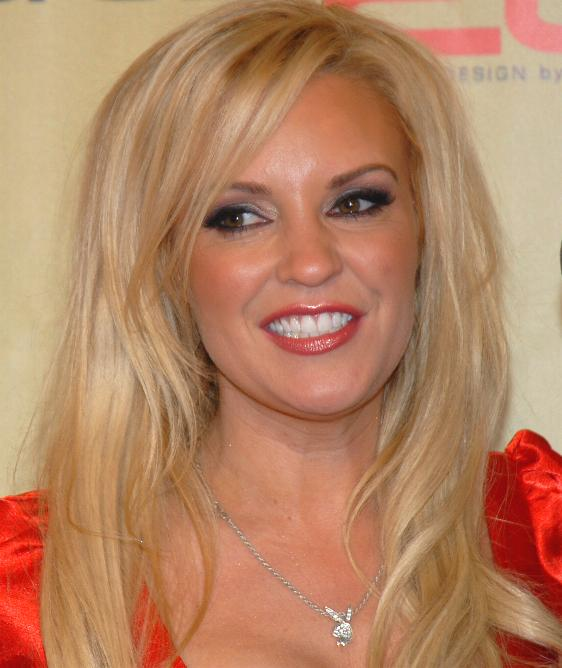
Bridget

Bridget Marquardt (ur. 25 września 1973 w Tillamook) – amerykańska modelka, prezenterka telewizyjna, spikerka, aktorka, znana z programu The Girls Next Door (dawniej The Girls of The Playboy Mansion). W Polsce program emitowany jest na programie E! oraz MTV.

## Kariera
Filmy:
1. Intolerable Cruelty (2003)
2. Kottentail (2004)
3. Tomorrow's Yesterday (2006)
4. Scary Movie 4 (2006)
5. Black Friday (2008)
6. The House Bunny (2008)

Programy telewizyjne:
1. The Girls Next Door (2005 - 2008)
2. Curb Your Enthusiasm (2005)
3. Entourage (2005)
4. Robot Chicken (2006)
5. Celebrity Paranormal Project (2006)
6. The Apprentice: Los Angeles (2007)
7. Identity (2007)
8. Szpital miejski (General Hospital, 2007)
9. The Tyra Banks Show (2007)
10. The Ellen Degeneres Show (2007)
11. The Search for the Next Elvira (2007)
12. Phenomenon (2007)
13. WWE RAW (2007)